# Transporte en Paraguay

Carreteras duplas (doble calzada) de Paraguay, 2025, en rojo.

El transporte en Paraguay, en sus inicios, comenzó con la red fluvial que históricamente determinó las comunicaciones internas y externas del país. En la segunda mitad del siglo XX el transporte terrestre y aéreo experimentó un enorme desarrollo. Cuatro carreteras principales se cruzan en Asunción. Hacia el Chaco, existe la que conecta y une con la frontera boliviana, mientras que el otro cruza el río Paraguay hasta la orilla argentina, donde se conecta con el camino a Buenos Aires. El tercero va a Encarnación, en el sur, y el último conecta con Ciudad del Este en el extremo este, y cruza el río Paraná en el Puente de la Amistad, como conexión con el Brasil.

## Historia

### Inicio
Desde el comienzo de la colonización española en Paraguay, el transporte por vías navegables interiores ha desempeñado un papel en el desarrollo y la comunicación del país, ya que Paraguay era un país muy aislado debido a su distancia a los biomas, pantanos, el Cerrado y el mar Atlántico. El Chaco, que ocupa gran parte del territorio, contribuye aún más al aislamiento con el exterior. Los ríos más importantes hasta el día de hoy son el río Paraguay y el río Paraná. Durante la Guerra Grande, por ejemplo, la invasión de los países aliados en territorio paraguayo solo fue posible gracias a la existencia de estos ríos, permitiendo el cruce de pequeñas y grandes embarcaciones.

### sigloXX
Desde principios del siglo XX, el país comenzó a desarrollarse con la construcción de las primeras carreteras y ferrocarriles. Con la llegada del gobierno dictatorial de Alfredo Stroessner en 1954, Paraguay comenzó a experimentar un gran desarrollo y crecimiento económico, ya que el régimen alentó la expansión del sector vial y aéreo del país. En 1959, se construyó la Ruta 2, que fue la primera carretera para conectar Paraguay con la BR-277 de Brasil, y cuyo asfaltado culminó en 1962. Tras la culminación de esa obra, tres años después se procedió a la inauguración del Puente Internacional de la Amistad en 1965. El objetivo de esta carretera es exportar productos paraguayos al Océano Atlántico a través del puerto de Paranaguá en Brasil, en lugar de acceder a la Cuenca del Plata en Argentina, como solía ser antes. Poco después, se construyó la Ruta 9, más conocida como Transchaco, que atraviesa el bioma del Chaco y termina en la frontera boliviana. La construcción de la carretera contó con la ayuda financiera de los Estados Unidos. El propósito de la carretera es exportar productos paraguayos al Océano Pacífico a través de Bolivia y Perú.
Para el transporte aéreo, se construyó el Aeropuerto Internacional Silvio Pettirossi, que sirve a la capital, Asunción y permitió conectar al país por vía aérea con continentes distantes como América del Norte y Europa con las Líneas Aéreas Paraguayas. En todo el país, se construyeron pequeños aeropuertos para acceder a ciudades aisladas y contribuir a la agricultura, proporcionada por aviones militares de transporte aéreo, ya que LAP solo prestaba servicios a destinos internacionales. En 1988, comenzó en la construcción del Aeropuerto Internacional Guaraní en Ciudad del Este, conocida en ese momento como Ciudad Presidente Stroessner, y se inauguró en 1993. Este aeropuerto destaca por su gran movimiento de carga y es el segundo más ocupado del país, después del Silvio Pettirossi. Actualmente, la red de transporte de Paraguay todavía se está expandiendo.

### sigloXXI
En la década de 2020, la Ruta 15 se convirtió en el centro de atención. Su objetivo era convertirse en una carretera transoceánica, conectando puertos brasileños y chilenos. Además, sería la primera carretera pavimentada del norte del país. En febrero de 2022, Paraguay inauguró 275 kilómetros de la carretera (aproximadamente la mitad del recorrido), que une Carmelo Peralta (Alto Paraguay), en la frontera con Brasil, con Loma Plata (Boquerón), en el centro del país.  En 2025 ya se estaban pavimentando otros 224 kilómetros entre las ciudades de Mariscal Estigarribia y Pozo Hondo, en el límite con Argentina, estando prevista su finalización para 2026, concluyéndose básicamente la ruta. Además, se creó la primera ruta totalmente duplicada del país: la Ruta 2. En 2019 se duplicaron los 140 kilómetros entre Ciudad del Este y Caaguazú.  En 2024 se completó la duplicación de 149 km de la carretera entre las ciudades de Ypacaraí y Caaguazú. Con esto, se creó la primera carretera totalmente duplicada del Paraguay, siendo la más importante del país, ya que une las 2 ciudades más grandes y conecta a Paraguay con Brasil, en línea directa con el Puerto de Paranaguá. 

## Carreteras

Plano vial de las carreteras nacionales del Paraguay.

En 1997 se estimaba que el Paraguay tenía unos 58 196 kilómetros de carretera, clasificadas en las siguientes categorías.
| Clasificación              | Longitud   | Longitud |
| Clasificación              | Kilómetros | %        |
| Carreteras nacionales      | 4444       | 7.6      |
| Carreteras departamentales | 5333       | 9.2      |
| Calles secundarias         | 13 419     | 23.1     |
| Calles sin clasificar      | 35 000     | 60.1     |
| Total:                     | 58 196     | 100      |

*Estimación